# 1988年伊朗議會選舉
1988年伊朗議會選舉（波斯語：انتخابات مجلس شورای اسلامی ۱۳۶۷），即伊朗伊斯蘭議會第三屆選舉，於1988年4月8日及5月13日依序舉行兩輪選舉。伊朗改革派在本屆選舉斬獲議會多數席次。另因應部分議員在1989年總統選舉及後續組閣過程中辭職，本屆曾舉行多次補選。

## 背景
因部分宗教團體與教士團體分裂角逐席次，及伊斯蘭共和黨及伊斯蘭革命組織聖戰者相繼解散，最終由參戰教士協會及其由鞏固團結辦公室、工人之家、伊朗伊斯蘭教師協會等政黨組成的盟友被壓迫者及被剝奪者聯盟取得勝利，共贏得約三分之二席次。本屆選舉受兩伊戰爭影響，使候選人競選時相對重視經濟議題。
原定候選人登記參選五日內將行資格審查，惟因內政部與憲法監護委員會間在選舉登記期間對候選人資格審查權適用法律見解存有歧異而產生選務辦理爭議。

## 後續
議會中改革派、原則主義派兩派主要分歧在於經濟問題與外交政策，如聯合國安全理事會第598號決議的休戰談判與霍梅尼逝世後伊朗情勢的轉變、修憲、廢除總理一職等眾多本屆議會面臨的挑戰。